# James (rivier)
De James is een rivier in het noordoosten van Amerika, in de staat Virginia. De rivier is vernoemd naar de Engelse koning Jacobus I (James). Samen met de Jackson heeft de James een lengte van 660 km. Het stroomgebied omvat 27.020 km². Het is de twaalfde rivier in de Verenigde Staten en hij stroomt in zijn geheel door slechts één enkele staat.
De rivier James ontstaat in de Allegheny Mountains, in de buurt van Iron Gate, op de grens tussen de counties Alleghany en Botetourt, door het samengaan van de rivieren Cowpasture en Jackson en mondt bij Hampton Roads uit in de Chesapeake Bay.

- Library of Congress Control Number: sh85069332
- National Archives and Records Administration: 10038819
- Nationale Bibliotheek van Israël: 987007529244905171
- Virtual International Authority File: 233856998